# 目黒ひとみ
目黒 ひとみ（めぐろ ひとみ、1960年9月19日 - ）は、日本の歌手。東京都板橋区出身。板橋区立板橋第二中学校卒業。アルト企画に所属していた。

## 来歴
1973年、日本テレビの『スター誕生!』第87回大会（1973年5月27日放送）で合格。その後、第8回決戦大会（同年9月30日放送）でも合格する（他の合格者：しのづかまゆみ（最優秀賞）、伊藤咲子、松田新太郎、米永透）。しかし当時13歳と年齢が若すぎたことでデビューが先延ばしになっていた。
1975年12月、ビクター音楽産業（現：JVCケンウッド・ビクターエンタテインメント）からシングル『わたしのシュガーボーイ』で歌手デビュー。デビュー時のキャッチフレーズは、「食べたくなるような女の子」。シングル3枚をリリースした。最初は本名（石田浩子）でデビューする予定でいたが、池田ひろ子、石田文子と似た名前の歌手が二人同期でデビューし、混同を避けるため芸名を付けた。
その後、1977年10月に同じ事務所の石江理世・黒木真由美とともに3人組グループ「ギャル」を結成したが、1979年に解散している。解散後は芸能活動からリタイアし、結婚を機に静岡県御殿場市に在住。家庭に入っていたがその後歌手活動を再開し、静岡県を地盤にして各種イベント等で活動している。
娘の山本栞里は、Ring-Tripのメンバーをつとめるなど歌手として活動している。

## ディスコグラフィ

### シングル
1. わたしのシュガー・ボーイ　c/w　ラブ・コール10：30　（1975.12.20）
2. アップルパイが焼けるまで　c/w　すてきなグランドマザー　（1976.07.01）
3. スイートポテト42キロ　c/w　家庭教師　（1976.10.01）※カルビー「おさつスナック」CMソング

### アルバム
1. ゴールデン☆ベスト 北村優子・目黒ひとみ・しのづかまゆみ（2009.9.16）

ギャルとして
1. 薔薇とピストル〜コンプリート・コレクション - ギャルのコンプリート・コレクション・アルバム（2010.08.04）

## テレビ出演
- 欽ドン! (フジテレビ系)相手役として、目黒ひとみとしてデビュー前に、本名の石田浩子名義で出演。
- 爆報! THE フライデー  (TBS)
- 日本歌手協会 第44回歌謡祭　歌謡フェスティバル・第3夜（中野サンプラザ、2017年12月収録、2018年1月3日放送）主催：日本歌手協会 放送：BSジャパン）『わたしのシュガーボーイ』